# رومير بيردن
كان رومير بيردن (2 سبتمبر 1911- 12 مارس 1988) فنانًا أمريكيًا وأديبًا وكاتب أغانٍ. عمل مع العديد من أنواع الوسائط بما فيها الرسوم المتحركة والزيوت والكولاجات. وُلد بيردن في تشارلوت بكارولاينا الشمالية، وترعرع في مدينة نيويورك وبيتسبرغ ببنسيلفانيا، وتخرج في جامعة نيويورك في 1935.
بدأ حياته المهنية الفنية بإنشاء مشاهد من الجنوب الأمريكي. لاحقًا، عمل على التعبير عن الإنسانية التي شعر أن العالم يفتقر إليها بعد تجربته في الجيش الأمريكي في خلال الحرب العالمية الثانية عل الجبهة الأوروبية. عاد إلى باريس في 1950 ودرس تاريخ الفن والفلسفة في جامعة باريس.
ركزت أعمال بيردن الأولى على الوحدة والتعاون ضمن مجتمع الأمريكيين الأفارقة. بعد فترة في خمسينيات القرن الماضي، عندما رسم بصورة أكثر تجريدًا، عاد هذا الموضوع للظهور في أعمال الكولاج خاصة الستينيات. وصفت صحيفة نيويورك تايمز بيردن بأنه «أبرز فناني الكولاج في البلاد» في نعيته عام 1988. صار بيردن عضوًا مؤسسًا في المجموعة الفنية التي اتخذت من هارلم مقرًا لها وعُرفت باسم اللولَب، والتي تشكلت لمناقشة مسؤوليات الفنان الأمريكي الإفريقي في حركة الحقوق المدنية.
ألف بيردن وشارك في تأليف عدة كتب. كان كاتب أغانٍ أيضًا، وعُرف بكونه كاتبًا مساعدًا لأغنية الجاز الكلاسيكية «نسيم البحر»، والتي سجلها بيلي إكستاين، وهو زميل ثانوية سابق في ثانية بيبدي، وديزي غيليسبي. طالما دعم الفنانين الشبان الصاعدين، وأسس وزوجته مؤسسة بيردن لتستمر بهذا العمل، بالإضافة إلى دعم الباحثين الشباب. في 1978، مُنح بيردن الميدالية الوطنية للفنون.

## تعليمه
وُلد بيردن في تشارلوت بكارولاينا الشمالية. انتقلت عائلة بيردن معه إلى مدينة نيويورك عندما كان طفلًا دارجًا، وكان هذا الانتقال جزءًا من الهجرة الكبرى. بعد التسجل في بّي. إس. 5 في 1917، في شارع 141 وجادة إدجكوم في هارلم، ارتاد بيردن بّي. إس. 139، وأعقبت ذلك ثانوية ديويت كلينتون. في 1927، انتقل إلى إيست ليبيرتي ببيتسبرغ، مع جديه، ثم عاد إلى مدينة نيويورك. سرعان ما صار منزل أسرة بيردن ملتقى لشخصيات رئيسة من نهضة هارلم. كان أبوه، هاورد بيردن، عازف بيانو. لعبت أمه، بيسي بيردن، دورًا فاعلًا مع مجلس تعليم مدينة نيويورك، وشغلت منصب مؤسس ورئيس رابطة النساء الملونات الديمقراطيات. كانت أيضًا مراسلة نيويورك لصحيفة ذا شيكاغو ديفندر، وهي صحيفة أمريكية إفريقية.
في 1929، تخرج في ثانوية بيبدي ببيستبرغ. تسجل في جامعة لينكولن، ثاني أقدم كلية سود تاريخية في البلاد، والتي تأسست في 1854. انتقل لاحقًا إلى جامعة بوسطن، حيث شغل منصب مدير فني لبينبوت، وهي مجلة هزلية طلابية في جامعة بوسطن. تابع بيردن دراساته في جامعة نيويورك (إن واي يو)، حيث بدأ بالتركيز أكثر على فنه وأقل على ألعاب القوى، وصار فنان رسوم متحركة رائد ومحررًا فنية في صحيفة ذا ميدلي، وهي الصحيفة الشهرية لجمعية يوكليان السرية في إن واي يو. درس بيردن الفن والتربية والعلوم والرياضيات، وتخرج بإجازة في العلوم والتربية في 1935.
تابع دراسته الفنية تحت إشراف الفنان الألماني جورج غروز في رابطة طلاب الفن في 1936 و1937. في خلال هذه الفترة، أعال بيردن نفسه بالعمل فنان رسوم متحركة سياسي لصالح صحف الأمريكيين الأفارقة، بما فيها بالتيمور أفرو- أميريكان، حيث كان ينشر عملًا أسبوعيًا من 1935 حتى 1937.

## حياته المهنية شبه الاحترافية في كرة القاعدة
عندما كان بيردن طفلًا، كان يلعب كرة القاعدة في الأراضي الفارغة في حيّه. كان يستمتع بالرياضات، ورمي القرص لفريق المضمار في المدرسة الثانوية وتجارب أداء كرة القدم. بعد أن صارت أمه محررة نيويورك لصحيفة شيكاغو ديفندر، كتب بعض المواد للصحيفة، بما فيها بعض القصص عن كرة القاعدة. لكن حالما انتقل بيردن من ثانوية لينكولن إلى ثانوية بوسطن، صار المدافع الأساسي لفريق كرة قدم المدرسة (1931- 1932) ثم بدأ بالرمي، بداية لفريق المستجدين وفي آخر الأمر لمنتخب كرة القاعدة خاصة المدرسة. تلقى شهادة تقدير لرميه في بي يو، والتي علقها بفخر في المنازل التي سكن بها لاحقًا عبر حياته.
عندما كان في جامعة بوسطن، لعب لصالح بوسطن تايغرز، وهو فريق شبه محترف كله من السود متمركز في حي روكسبيري. مال إلى اللعب معهم في خلال موسم كرة القاعدة في بي يو ونال فرصًا ليلعب في كل من فرق الدوري الزنجي الأيقوني وفرق كرة القاعدة البيضاء. مثلًا، قام بالرمي ضد ساتشيل بيج أثناء لعبه مع بيتسبرغ كروفوردس في أحد فصول الصيف، ولعب مباريات استعراضية ضد فرق مثل هاوس أوف ديفيد وكانساس سيتي موناركس. عندما جلب لاقط فيلادلفيا أثليتيكس، ميكي كوشارين، عددًا من الزملاء ليلعبوا مباراة ضد بي يو، تخلى بيردن عن ضربة واحدة فقط، ما أثار إعجاب مالك أثليتيكس كوني ماك. عرض ماك على بيردن مكانًا في أثليتيكس قبل خمسة عشر عامًا من صيرورة جاكي روبنسون أول لاعب أسود في دوري كرة القاعدة الرئيس. تتضارب المصادر حول ما إن كان ماك قد ظن بيردن أبيضًا أم أنه قال له إن عليه أن يحسبه الناس أبيضًا. على الرغم من سلسلة ألعاب القوى العالمية في 1929 و1930وعلم الدوري الأمريكي في 1931، قرر بيردن أنه لم يرد إخفاء هويته واختار ألا يلعب لصالح أثليتيكس. بعد صيفين مع بوسطن تايغرز، تسببت إصابة بحمل بيردن على إعادة التفكير بالاهتمام الذي كان يوليه لكرة القاعدة وصب تركيزًا أكبر على فنه بدلًا من ذلك.

## حياته المهنية بصفته فنانًا
نمى بيردن بصفته فنانًا من خلال استكشاف تجارب حياته. غالبًا ما كانت لوحاته الأولى مشاهد من الجنوب الأمريكي، وتأثر أسلوبه تأثرًا شديدًا برسامي الجداريات المكسيكيين، ولا سيما دييغو ريفييرا وخوسيه كليمنتي أوروزكو. في 1935، صار بيردن اختصاصيًا اجتماعيًا لصالح مكتب هارلم التابع لإدارة الخدمات الاجتماعية بمدينة نيويورك. على امتداد حياته المهنية بصفته فنانًا، عمل بيردن اختصاصيًا اجتماعيًا بصورة متقطعة ليدعم دخله. في خلال الحرب العالمية الثانية، انضم بيردن إلى الجيش الأمريكي، ليخدم من 1942 حتى 1945، في أوروبا بصورة رئيسة.